# حصار القسطنطينية (1203)
كان حصار القسطنطينية عام 1203 بمثابة حصار صليبي لعاصمة الإمبراطورية البيزنطية، دعمًا للإمبراطور المخلوع إسحاق الثاني أنجيلوس وابنه ألكسيوس الرابع أنجيلوس، لقد كانت النتيجة الرئيسية للحملة الصليبية الرابعة.

## الحصار
لأخذ المدينة بالقوة، كان على الصليبيين عبور البوسفو أولًا. حوالي 200 سفينة وخيول وقوادس ستتولى تسليم الجيش الصليبي عبر المضيق الضيق، حيث وضع ألكسيوس الثالث الجيش البيزنطي في تشكيل قتالي على طول الشاطئ، شمال ضاحية جالاتا. اندفع فرسان الصليبيين مباشرة من عربات نقل الخيول، وهرب الجيش البيزنطي جنوبًا. تبع الصليبيون الجنوب، وهاجموا برج غلطة، الذي كان يحمل أحد طرفي السلسلة التي منعت الوصول إلى القرن الذهبي. كان برج غلطة يضم حامية من قوات المرتزقة من أصول إنجليزية ودنماركية وإيطالية. عندما حاصر الصليبيون البرج، حاول المدافعون بشكل روتيني الخروج مع بعض النجاح المحدود، لكنهم عانوا في كثير من الأحيان من خسائر دموية. في إحدى المرات، انطلق المدافعون ولكنهم لم يتمكنوا من التراجع إلى أمان البرج في الوقت المناسب، قامت القوات الصليبية بشن هجوم مضاد، حيث تم قطع أو غرق معظم المدافعين في مضيق البوسفور في محاولاتهم للهروب. أصبح القرن الذهبي الآن مفتوحًا للصليبيين، ودخل الأسطول البندقي.
في 11 يوليو، اتخذ الصليبيون مواقعهم مقابل قصر بلاتشيرناي في الركن الشمالي الغربي من المدينة. تم عرض ألكسيوس الرابع خارج الجدران، لكن المواطنين كانوا غير مبالين، حيث كان ألكسيوس الثالث، على الرغم من أنه مغتصب وغير شرعي في نظر الغربيين، إمبراطورًا مقبولًا للمواطنين البيزنطيين. بدأ الحصار بشكل جدي في 17 يوليو، حيث هاجمت أربعة فرق الجدران الأرضية، بينما هاجم الأسطول البندقي الجدران البحرية من القرن الذهبي. أخذ البنادقة قسمًا من الجدار من حوالي 25 برجًا، بينما صمد الحرس الفارانجي على الجدار الأرضي. تحول الفارانجيون لمواجهة التهديد الجديد، وتراجع البنادقة تحت ستار النار. استمر الحريق لمدة 3 أيام ودمر حوالي 440 أكر (1.8 كـم2) من المدينة، مما أدى إلى تشريد 20 ألف شخص.
اتخذ ألكسيوس الثالث أخيرًا إجراءات هجومية، وقاد 17 فرقة من بوابة سانت رومانوس، فاق عدد الصليبيين عددًا كبيرًا. واجه جيش ألكسيوس الثالث المؤلف من حوالي 8500 رجل فرق الصليبيين السبعة (حوالي 3500 رجل)، لكن شجاعته فشلت، وعاد الجيش البيزنطي إلى المدينة دون قتال.
في 18 يوليو 1203، شن الصليبيون هجومًا على المدينة، وفرّ ألكسيوس الثالث على الفور إلى تراقيا. في صباح اليوم التالي، فوجئ الصليبيون عندما اكتشفوا أن المواطنين أطلقوا سراح إسحاق الثاني من السجن وأعلنوه إمبراطورًا، على الرغم من حقيقة أنه كان قد أُعمى لجعله غير مؤهل للحكم. أجبر الصليبيون إسحاق الثاني على إعلان ابنه ألكسيوس الرابع إمبراطورًا مشاركًا في 1 أغسطس، مما أدى إلى إنهاء الحصار بشكل فعال.

## بعد حصار 1203
بعد انتهاء الحصار الأول للقسطنطينية في عام 1203، في 1 أغسطس 1203، توج الموالي للصليبيين ألكسيوس أنجيلوس بالإمبراطور ألكسيوس الرابع من الإمبراطورية البيزنطية، الذي حاول بعد ذلك تثبيت المدينة. لكن أعمال الشغب بين الإغريق المناهضين للصليبية واللاتينيين الموالين للصليبية اندلعت في وقت لاحق من ذلك الشهر واستمرت حتى نوفمبر، حيث بدأ معظم السكان في الانقلاب ضد الإمبراطور ألكسيوس الرابع.
في 25 يناير 1204، أدت وفاة الإمبراطور إسحاق الثاني إلى أعمال شغب في القسطنطينية أطاح فيها الناس ألكسيوس الرابع، الذي لجأ إلى الصليبيين طلبًا للمساعدة ولكن تم سجنه من قِبل خادم الإمبراطورية، ألكسيوس دوكاس، الذي أعلن نفسه الإمبراطور ألكسيوس الخامس في 5 فبراير. حاول الإمبراطور ألكسيوس الخامس بعد ذلك التفاوض مع الصليبيين من أجل الانسحاب من الأراضي البيزنطية، لكنهم رفضوا التخلي عن معاهدتهم القديمة مع ألكسيوس الرابع. عندما أمر أليكسيوس الخامس بإعدام أليكسيوس الرابع في 8 فبراير، أعلن الصليبيون الحرب على أليكسيوس الخامس. في مارس 1204، قررت القيادة الصليبية والبندقية الغزو المباشر للقسطنطينية، وصاغوا اتفاقًا رسميًا لتقسيم الإمبراطورية البيزنطية بينهما. بحلول نهاية ذلك الشهر، بدأت الجيوش الصليبية المشتركة حصار 1204 للقسطنطينية حيث بدأ الإمبراطور ألكسيوس الخامس في تعزيز دفاعات المدينة أثناء القيام بعمليات أكثر نشاطًا خارج المدينة.